# آینه مغناطیسی

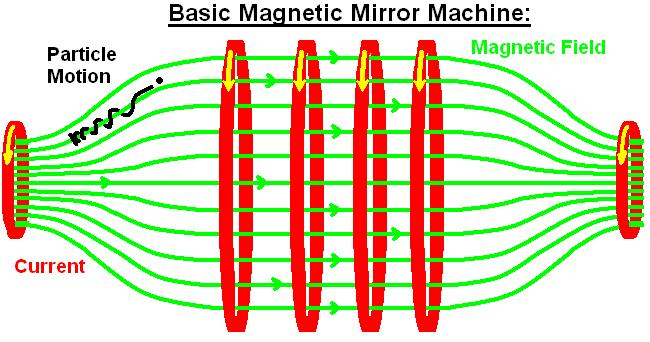
این نگاره یک ماشین اصلی آینه مغناطیسی؛ از جمله حرکت ذره باردار را، نشان می‌دهد. حلقه‌های موجود در وسط محوطهٔ محصور را به صورت افقی گسترش می‌دهند، اما کاملاً مورد نیاز چندانی نیستند و در بسیاری از دستگاه‌های آینهٔ مغناطیسی به‌کار گرفته نمی‌شوند.

یک آینه مغناطیسی یا بطری مغناطیسی، که در روسیه به عنوان یک تلهٔ مغناطیسی (магнитный захват) شناخته می‌شود و در ایالات متحده به‌طور خلاصه به آن پیروترون می‌گویند، (به انگلیسی: Magnetic mirror) نوعی دستگاه محصورسازی مغناطیسی است که در برای به دام انداختن پلاسما درجه حرارت بالا در قدرت همجوشی با استفاده از میدان‌های مغناطیسی، از آن استفاده می‌شود. این آینه یکی از نخستین روش‌های اصلی قدرت همجوشی، همراه با استلراتورها (ماشین‌های ستاره‌ای) و z-pinch بوده‌است.
در یک آینهٔ مغناطیسی، از پیکربندی آهنرباهای الکتریکی برای ایجاد ناحیه‌ای با تراکم فزاینده خطوط میدان مغناطیسی در یکی از دو انتهای محوطه، استفاده می‌شود. ذرات نزدیک به انتها نیرو فزاینده‌ای را تجربه می‌کنند که در نهایت باعث می‌شود که جهت معکوس شود و به منطقهٔ محاصره بازگردند. این اثر آینه فقط برای ذرات در محدوده محدودی از سرعت‌ها و زوایای رویکرد اتفاق می‌افتد، آنهایی که در خارج از محدوده هستند فرار می‌کنند و آینه‌ها را به‌طور ذاتی «نشتی» می‌کنند.
تجزیه و تحلیل دستگاه‌های همجوشی اولیه توسط ادوارد تلر نشان داد که مفهوم اصلی آینهٔ مغناطیسی به صورت ذاتی ناپایدار است. در سال ۱۹۶۰، محققان اتحاد جماهیر شوروی برای پرداختن به این مسئله، پیکربندی جدید "حداقل-B" را معرفی کردند که سپس توسط پژوهش‌گران انگلستان در "کویل بیس بال"، و توسط آمریکا به طرح "آهنربای یین یانگ" تغییر یافت. هر یک از این معرفی‌ها منجر به افزایش بیشتر عملکرد، از بین بردن بی‌ثباتی‌های مختلف، اما نیاز به سیستم‌های آهنربایی بزرگتر است. این دستگاه در سال ۱۹۸۶ به پایان رسید، اما تا این زمان، آزمایشات روی آزمایش آینه کوچکتر آینه تندثم مشکلات جدیدی را نشان داد. در یک دور از کاهش بودجه، MFTF مورد بی‌توجهی قرار گرفت و سرانجام از میان رفت. از آن زمان رویکرد آینه به نفع توکاماک پیشرفت کمتری داشته‌است، اما این بررسی‌ها آینه امروز در کشورهایی مانند ژاپن و روسیه همچنان ادامه دارد.
مفهوم دیگری از رآکتور همجوشی به نام توروس بمپی از مجموعه‌ای از آینه‌های مغناطیسی استفاده شده‌است که در یک حلقه به هم پیوسته‌اند. این آزمایشگاه در آزمایشگاه ملی اوک ریج تا سال ۱۹۸۶ مورد بررسی قرار گرفت.